# Felipe González
Felipe González Márquez (sinh ngày 5 tháng 3 năm 1942) là thủ tướng Tây Ban Nha trong 4 nhiệm kỳ: từ năm 1982 đến 1996. Ông là một nhà chính trị chủ nghĩa xã hội. Ông đã là tổng bí thư Đảng Công nhân Xã hội chủ nghĩa Tây Ban Nha từ năm 1974 đến 1997. Cho đến nay, ông vẫn là thủ tướng Tây Ban Nha cầm quyền lâu nhất. Hiện nay ông là hội viên của Câu lạc bộ Madrid. Ông có ba con.
Felipe Gonzalez sinh ra tại Seville, là con trai của một gia đình có nông trại bò sữa nhỏ. Ông đã học luật tại Đại học Seville và đã làm một luật sư sau khi tốt nghiệp.